# 林穎孟
林穎孟（1983年10月20日—），臺灣無黨籍政治人物，曾任臺北市議員，「二〇四六 台灣」成員。林穎孟長期關注西藏人权及性平相關社會運動，並參與318學運及支持西藏獨立運動。
林穎孟從政前專職於遊戲媒體行銷及遊戲橘子公司APP開發。2016年進入林昶佐國會辦公室擔任法案助理後專注憲改、外交、國防、轉型正義與同性婚姻，工作期間深感中國大陸資本入台與其認為中華民國主權遭受侵蝕，決心從政改變中華民國現況。2018年代表時代力量投入臺北市市議員第六選舉區並成功當選，成為中華民國史上首批公開LGBT群體身份並當選的民意代表。成為議員則持續推動市政層級的外交、教育、經濟、觀光、交通等議題。
2020年8月5日，林穎孟宣布退出時代力量。同年10月16日，林穎孟與立法委員賴品妤、林昶佐、洪申翰、基隆市議員張之豪、台北市議員林亮君、黃郁芬、新北市議員戴瑋姍、苗栗縣議員曾玟學、台中市議員黃守達、高雄市議員黃捷、高閔琳等人組成「二〇四六 台灣」。

## 早年及教育
林穎孟生於臺中市。畢業於臺中市私立曉明女子高級中學後，她先後取得國立清華大學人文社會學系學士、國立臺灣大學社會學研究所碩士學位。
她幼時喜歡電玩和動漫，並曾以漫畫家為志。研究所時為了畢業論文主題中，探討女性身體與表演勞動做田野調查，而於女僕咖啡館擔任服務生工作2年，深刻體察社會現象，完成台大社會研究所畢業論文。 學生時期即相當關注性別相關議題，參與草創時期同志大遊行並擔任志工，並擔任酷兒飄浪國際研討會宣傳組長(2010)。
她關注的議題包括性別、文化、政治、人權、國家地位、轉型正義、世代正義及婚姻平權等。她原無從政打算，只在社運組織擔任志工，於2014年太陽花學運時認識吳崢及林昶佐，時代力量於2016年中華民國立法委員選舉中取得5席後，引起其參與國會運作的動機，於是加入林昶佐之團隊，以法案助理為其首個政治工作。接著2017年3月24日接任該黨中央黨部發言人。曾為臺北市議員（大安區、文山區）。

## 政治生涯

### 時代力量發言人
時代力量中央黨部於2017年2月搬遷後舉行媒體茶敘，公布3名新任中央黨部發言人，分別是時任黃國昌國會辦公室主任李兆立及林昶佐辦公室助理吳崢及林穎孟。

### 台北市議員
時代力量於舉行三週年募款餐會，並公布下屆縣市議員首波提名名單。其中，在首都台北市，任發言人林穎孟則參選大安、文山區議員。
時代力量在2018年地方選舉全國一共提名40位議員候選人，在台北、桃竹苗及南部縣市都開出漂亮成績單，大有斬獲，當選17席。其中最受矚目、林昶佐領導的台北市議員，包括林穎孟以及友柯的黃郁芬、林亮君3席女性候選人全上。經營有成的桃竹苗更是提名9席當選7席，反而是黨主席黃國昌自己領軍的新北6席、黨團總召徐永明所在的台中提4席，都全軍覆沒。
時代力量2018年在台北市議員選舉拿下3位議員席次，得以成立黨團。2018年12月7日台北市議員當選人林穎孟、林亮君與黃郁芬3人共同召開記者會，宣布首任黨團總召將由林穎孟出任。
2020年8月5日，林穎孟宣布退出時代力量，受訪時表示不認同時代力量放話文化及雙重標準，且多次反映問題都遭忽視才退黨，且2人退黨與前主席徐永明退黨無相關聯。繼先前時代力量台北市議員林亮君退黨後，北市議會僅剩的林穎孟、黃郁芬也宣布退黨，時代力量在台北市議會已無任何議員席次。

## 問政及主張

### 監督柯文哲市長雙城論壇
林穎孟於2020年質詢柯文哲市長雙城論壇實際成效，指出2020年視訊雙城論壇經費與實體論壇花費竟差距不大，當時柯市長也表示費用太高、應改善；但2021年雙城論壇僅半天時間，竟燒139萬4千元經費，比實體論壇還貴。同時，林穎孟於2020年曾質疑中國官媒壓抑台灣、直說台北跟中國學習防疫成果，狂吃台灣豆腐做大外宣，但柯市長都沒有任何反應，柯卻僅回應說「媒體的話聽聽就好」，突然表示不知道中國官媒的重要性及話語詮釋的國際意義，雙城論壇淪為統戰舞台。2021年，針對共機頻繁擾台近900架次，林穎孟進一步要求柯文哲在年底雙城論壇對中國大陸嚴正表示停止戰機擾台，柯文哲「有說好」。然而2021年12月1日，柯文哲於雙城論壇實卻違背承諾，在中國大陸面前完全不提共機擾台威脅，並聲稱「大家照稿念哪有時間」，遭林穎孟批「幫中國大外宣」。

### 監督市府疫苗接種政策及特權疫苗事件
2021年5月後，國內本土確診個案激增，林穎孟要求市府應儘速全面調度重症資源，協助第一線醫護，並指出北市疫苗還有46%沒打完，需增設大型接種站，柯文哲市長僅回應「看不懂」，林穎孟則批評市長應正視問題，醫護不是市長的免洗筷。隨後柯文哲市長為了緊急消耗46%沒打完的疫苗，引爆好心肝特權疫苗弊案，且事後調查報告限制議員僅能看30分鐘，林穎孟批評市長公開透明破功、信用破產。同時針對振興案件，要求以勞健保資料清查振興醫院施打名單，徹底找出有多少「丁守中們」和「志工們」特權插隊打疫苗。

### 監督北市府北農、環南群聚感染
2021年6月，北市府爆發北農群聚感染案，林穎孟呼籲市長柯文哲用衛福部醫福會執行長王必勝處理苗栗電子廠群聚案的速度，引進台北榮總的「池化檢驗模式（Pooling strategy）」。並質詢北農總經理翁震炘，揭露第一例確診者有去過萬華茶室。。隨後亦爆發環南市場群聚感染，林穎孟質疑北市府疫調匡列人數不足，應公布足跡，林穎孟並製作「時間軸紀錄」，曝光柯文哲拖延大規模PCR始末，指出事實。

### 推動議會改革及透明化
在台北市議會第13屆議長、副議長選舉時，林穎孟表示，時力的核心價值是政治革新，議會改革是首要之務，也是競選時的共同政見，各黨派有意爭取正、副議長的人選，若可具體承諾包含議長中立、議會透明和健康的3大改革訴求，時力黨團就會支持，也歡迎各黨派可交流討論。林穎孟於開議後，也針對《台北市議會錄影錄音管理規則》提出修正案，要求各委員會開會時除錄影外也需網路直播。

### 推動校園學權及勞權教育
2019年1月7日，時代力量議員林穎孟、黃郁芬、林亮君召開記者會表示，將以黨團推動落實選前提出的「十大聯合主張」政見，如全面取消中小學生朝會、七點半到校規定，改八點半上課、國高中資訊課則要融入電競、數位產業，高中再設勞動諮詢專員，每班每年至少一次勞權課。

### 審查重陽敬老金自治條例
國民黨台北市議會黨團於2019年5月22日，將《台北市重陽敬老禮金致送自治條例》提送大會討論，順利一讀通過，交付法規委員會審查。
在一讀過程中，時代力量黨團議員林穎孟、黃郁芬提出應先暫擱，由社會局提出是否造成預算排擠的影響評估報告，再送法規委員會審查，並提出額數問題，欲阻擋法案一讀，但遭藍營議員群起反對，國民黨議員秦慧甚至表示，案子在法規會審查完後，也會送大會二讀，若有意見，也可以反對，發動表決，但這個會期目前很和諧，如果要擋人家的案子，發動額數問題或暫擱，各黨團後果自負。
不過，議員陳錦祥認為，法規會沒有時力議員，但可以列席、參與討論，且為了彼此和諧，議員的提案，儘量不要有意見，如果惡意去暫擱人家的案子，以後時力黨團的提案，大家也會暫擱，反正此案以後還有很多實質討論的機會。
後來在2019年6月20日的臨時大會上，由於各黨議員對具體條文沒有共識，因此議長陳錦祥宣布此案進入政黨協商，最後協商下會期續審，對此時代力量黨團總召林穎孟表示，對協商結果還算可接受，時代力量是希望敬老金自治條例應發給中低收入戶、原住民長輩，且有排富條件。

### 監督大巨蛋案
2019年10月14日，台北大巨蛋第七度闖關台北市都市設計審議委員會，其中，最具關鍵且遠雄一直無法通過的防災避難電腦模擬「最差情境」，北市府建議部分一樓作為半戶外空間，遠雄則接受北市府的「解套方案」，最終在都發局長黃景茂強勢主導下，決議修正通過。對此林穎孟指出，原本因電腦防災避難模擬結果未達標準有許多爭論。最後會議討論出要修改部分出口設計以利快速逃生，但卻沒有再進行電腦模擬確認逃生時間是否符合標準，就由都發局長無視疑慮聲音強勢通過，令人難以理解。她認為，為了台北市民的公共安全和疏散，若有變更出口設計而再花一點時間重跑電腦模擬，謹慎作業、專業問題專業解決。

### 推動兒童街道遊戲
還我特色公園行動聯盟成功推動台北市政府制定「街道遊戲執行審核計畫」，2019年10月1號起兒童封街遊戲就能合法申請。特公盟秘書長張雅琳表示，這一路歷時520天，成員在身兼母職的緊繃時間下，共進行35場拜會溝通、51場內部籌備與各方專家拜會，在議員黃郁芬與林穎孟爭取下，才促成封街遊戲的申請合法化，期待與會的其他縣市政府與議員也能推動簡便的街道遊戲申請方式。

### 促進機車路權
台北市長柯文哲於2019年4月18日赴台北市議會與藍、綠以及各黨團遊說台北市政府重大優先政策、尋求支持，時力黨團向柯文哲提出，公園集會遊行不收費、街道遊戲、機車路權、試辦藝術實驗學校、取消中小學朝會等政策建言。

### 成立西藏連線
時代力量北市議員林穎孟、林亮君、黃郁芬，民進黨議員吳沛憶、社民黨苗博雅、歡樂無法黨邱威傑（呱吉）等於2019年3月14日宣布成立議會西藏連線，並提出關於聲援西藏的各項提案，包含訂定310為藏人權利日、協助藏人舉辦抗暴日活動等，並宣布由林穎孟擔任召集人、吳沛憶為副召集人。

### 成立性別平等連線
歡樂無法黨總書記邱威傑與時代力量林穎孟、林亮君、黃郁芬、社民黨苗博雅、民進黨王閔生、吳沛憶、王世堅，國民黨戴錫欽，共同成立「台北市議會促進性別平等連線」，未來將會關注性平教育、同志婚姻等性別議題。

### 違建名單公開上網
時代力量議員林穎孟於第一會期總質詢時要求市府將違建協調的所有資料公開上網，接受公評。至於議員姓名，她建議有半年緩衝期，讓議員去瞭解現在協調的案子，趕快結案，希望2020年1月1日全面公開。對此，柯文哲沒有答應，僅說7月1日先上線試辦，看效果怎麼樣。

### 托嬰中心網站整合
林穎孟2019年5月13日在民政委員會指出，目前幼兒園違法、評鑑部分屬於教育局業務，托育機構才屬社會局業務，她呼籲兩個局處之間進行整合。林穎孟建議社會局與教育局參考美國加州的整合網站，完整列出機構基本資料、違法紀錄與內容，讓家長了解哪些幼兒園有問題，她也希望整合式系統提供email訂閱服務，如果有違規情形或資訊更新，家長都能直接掌握。

### 聲援香港反送中

#### 爭取公館地下道連儂牆
2019年8月1日台北市議員邱威傑會同黃郁芬、林穎孟、苗博雅、陳怡君、林亮君、王閔生、吳沛憶、鍾佩玲、黃珊珊等10位議員，與北市府協調，共同出錢出力租借下新生南路與羅斯福路口地下道的合法使用權，自2019年8月2日至21日，交由「香港邊城青年」管理。

#### 會見黃之鋒
香港眾志秘書長黃之鋒與立法會議員朱凱迪、學聯前副秘書長岑敖暉於2019年9月4日上午拜會時代力量台北市議會黨團林穎孟、黃郁芬、林亮君等市議員，討論台灣將在月底舉行的反送中遊行。

#### 聲援929香港大遊行
2019年9月12日，台灣青年民主協會、香港邊城青年等團體舉辦記者會，表示將於9月29日於立法院旁濟南路，發起「929台港大遊行：撐港．反極權」行動；時代力量台北市議員黃郁芬、林亮君、林穎孟、社民黨議員苗博雅、無黨議員邱威傑及時力立委參選人陳雨凡，23日於香港經濟貿易文化辦事處前開記者會，呼籲民眾不分藍綠撐香港。

## 爭議

### 勞動權益態度
長期關注性別平等及勞動權益的台北市議員林穎孟遭5位助理聯合向媒體投訴壓榨勞工，指她對勞工態度表裡不一，違法要求女助理請生理假要附憑證、還在2018年12月當選就任後，安排葉姓男友擔任掛名辦公室執行長，充當人頭詐領助理費，挪用助理的勞健保補助款來周轉資金，然此指控已於2021年勞動部裁決，明文「難認與真實情形相符」、2022年8月獲台北地檢署「不起訴處分」，足證助理爆料為不實抹黑行為。
林穎孟對該報導記者表示，生理假不用憑證早已納入辦公室規範、也並未硬性要求助理用指紋打卡；她請葉姓男友當助理仍有處理公務，並無不法；認為都有依法處理經費，助理是為了政治目的故意設計她。2021年6月，勞動部裁決結果出爐，裁決文第52頁至第56頁，勞動部指出，助理於媒體爆料林穎孟「生理假要求衛生棉憑證、挪用勞健保費、詐領助理費」之指控，「難認與真實情形相符」，助理不實內容非屬正當合法的工會活動。然裁決文第61頁至66頁，勞動部認定因助理提出團體協商要求，林穎孟不續聘助理行為已構成工會法第35條之不當勞動行為。

### 退出時代力量與助理起摩擦
該報導刊出後，助理接受其他媒體採訪表示，林穎孟在2020年8月5日宣布退出時代力量後，曾找5名幕僚懇談，希望能與她一起退出時代力量，幕僚拒絕林的要求。
2020年10月7日，林穎孟與助理進行勞資協商，事後助理轉向媒體投訴。後續媒體詢問林穎孟，是否認為投訴事件是來自時代力量攻擊；林穎孟回應稱雖然黨籍不同，但她不會做這樣的聯想，她沒有叫助理退黨；至於退黨後有無摩擦，林穎孟表示確實大家態度上會有不同。

### 勞資調解破裂
2020年11月27日，林穎孟委任律師下午前往林穎孟議會辦公室，告知2名身為辦公室主任的助理林家宇、吳香君已被解職，要求離開辦公室。林穎孟透過臉書（Facebook）表示，先前媒體報導全屬不實，已依法終止與2名辦公室主任契約關係。
2020年12月7日，林穎孟與助理進行勞資調解，結果調解不成立。林穎孟表示，她沒有挪公款周轉、沒詐領補助款或助理費，沒在員工請生理假時要求憑證，銀行及工作記錄都已直接證明她的清白，期盼有心人士不要再移花接木。林穎孟表示，議員助理加班費是台灣地方議會數十年以來制度性問題，皆發生在每個議員辦公室，她不迴避問題，制度問題制度解決，但她不接受有心人士在過程中對她做出騷擾、跟拍、辱罵、不實抹黑誣陷操作。
台北市勞動局表示，林穎孟與助理間加班費及契約性質等勞資爭議，助理依據勞資爭議處理法規定向勞動局申請勞資爭議調解，因雙方歧見過大，無法達成共識，調解不成立。勞動局表示，雖雙方於調解會中未有共識，但勞資間仍可本著誠實信用原則持續協商，以消弭歧見。

### 被解職助理續參選時代力量決策委員、並獲得市議員參選提名
向媒體指控林穎孟苛刻員工的其中一位辦公室主任吳香君，為2020年5月成立的「全國議會民代助理產業工會」發起人及理事長。吳香君自2015年即參與時代力量建黨工程隊，曾為時代力量林昶佐法案助理、市議員參選人吳崢競選總幹事（林昶佐、吳崢兩人在2019年先後退出時代力量），2019年當選時代力量第一屆黨代表。在林穎孟2020年8月也退出時代力量後，仍為時代力量黨員的辦公室助理群直接翻臉罷工，開始於10月與林穎孟進行勞資協商，數次對林穎孟施行辱罵、撞門、追拍等暴力行為、11月初對林穎孟不實爆料見諸媒體。吳香君11月離開林穎孟辦公室後，2021年1月參選時代力量決策委員，雖結果未當選也未進入候補名單，但吳香君自媒體爆料行動後，受時代力量重用升職為「時代力量新北黨部主任」，2022年並獲得時代力量市議員候選人提名資格，披上戰袍參選新北市新莊區議員。

### 遭地院依貪污治罪條例一審判決有罪
2021年6月，勞動部裁決結果出爐，明文證實助理對林穎孟之媒體爆料，確屬不實抹黑。依據裁決文第52頁至第56頁，勞動部指出，助理於媒體爆料林穎孟「生理假要求衛生棉憑證、挪用勞健保費、詐領助理費」之指控，「難認與真實情形相符」，非屬正當合法的工會活動。而林穎孟在工會團體協約期間，因引用《台北市政府彈性上下班規範》請助理遵守出缺勤等工作規則，並於年末聘書到期時不予續聘其中2位助理，被認定為不當勞動行為，成為首位因工會事件受勞動部裁決的民意代表。
2021年6月林穎孟因解僱助理被助理申請裁決，勞動部認定林穎孟發布工作規則及不續聘工會成員，違反工會法。而助理指控的「涉嫌詐領助理費、挪用助理勞健保費、要求助理生理假附憑證」三大罪狀，勞動部裁定「難認與真實情形相符」，不構成不當勞動行為。
2022年3月台北地檢署偵辦林穎孟涉嫌詐領助理費案，8月針對葉姓人頭男友作出不起訴處分。而聘用兼職郭姓助理、及楊姓助理補休領薪之行為，遭地檢署依貪污治罪條例起訴林穎孟、及郭姓助理公司的葉姓負責人。2024年11月29日，遭臺北地方法院依貪污治罪條例利用職務詐取財物罪判處3年8月徒刑，褫奪公權2年；圖利罪判刑5年8月，褫奪公權3年，全案可上訴。

### 銀行少東前夫退保
林穎孟遭指控詐領助理費遭起訴偵辦期間，與前誠泰銀行少東林致光交往，林致光當時幫忙交保一路相隨，兩人事後低調登記結婚，但婚姻關係僅維持一年兩個月。2024年2月，林致光表明上月已與林穎孟離婚，聲請退還保釋金獲准。台北地院23日開庭，要求林穎孟當晚10點前補足保金，否則有可能被裁定羈押，林穎孟得知後，當庭驚慌失措，並哭窮向法官求情。同日晚間，林穎孟胞妹湊齊百萬保釋金與律師出現在地院，並於9時許辦保完畢。

### 人頭黨員案
時代力量2020年6月傳出有人頭黨員，該黨紀律委員會裁決，廖郁賢、郭稟翰因涉嚴重舞弊、有瀆職行為，妨害黨內選舉公正性，分別懲處停權1年6個月及6個月。
媒體報導，時力決策會2020年12月22日開會，調查雲林縣議員廖郁賢、宜蘭縣黨部前主委郭稟翰涉及人頭黨員案，並於決策會後做成決議，將相關卷證資料送交檢調機關調查，以釐清法律責任，其中包含黃捷、林穎孟也在被移送檢調調查範圍內。
時代力量黨部後續澄清表示，媒體報導欲將黃捷、林穎孟移送檢調，為誤植與捕風捉影；時力說，決策會議公告為，「依紀律委員會2020年紀字第03號裁決書，經決策委員會決議，將本案相關卷證資料送交檢調機關調查，釐清被申訴人法律責任」。
黃捷、林穎孟線12月23日出席「站出來！全國進步議員委員挺黃捷！」記者會。對於人頭黨員案，黃捷受訪時說，他已經退黨很久，時力的事情已不想評論，目前黨內決議都是予以尊重，希望大家在不同位置上，為政策、台灣努力，也不希望他們黨內事情影響各自崗位仍在替台灣奮鬥的人。林穎孟則說，她退黨很久，這都是他黨事務、不便評論，希望大家能一起支持黃捷。

## 選舉紀錄
| 年度 | 選舉屆數               | 選舉區           | 所屬政黨 | 得票數 | 得票率 | 當選標記 | 備註   |
| ---- | ---------------------- | ---------------- | -------- | ------ | ------ | -------- | ------ |
| 2018 | 第十三屆臺北市議員選舉 | 臺北市第六選舉區 | 時代力量 | 11,982 | 4.06%  |          | [ 74 ] |
| 2022 | 第十四屆臺北市議員選舉 | 臺北市第六選舉區 | 無黨籍   | 4,630  | 1.62%  |          | [ 75 ] |

## 著作
- 《我在「女僕喫茶」工作: 跨/次文化中的女性身體與表演勞動》碩士論文，2011年
- 《人間社會學》〈觀看與臣服〉
- 《動漫社會學：別說的還有救》，奇異果文創事業有限公司，2015年8月8日出版，ISBN：9789869194327
- Cosplay與夢想：女僕咖啡館的慾望邊界
- 李明璁、林穎孟（2013年）〈從情緒勞動到表演勞動：臺北「女僕喫茶（咖啡館）」之民族誌初探〉，收錄於《臺灣社會學刊》第53期。

### 參照
1. ↑  王良博. . Focus第三勢力.   [2018-06-25]. （原始内容存档于2021-01-28）.
2. 1 2  趙浩宏. . 職人.   [2018-11-21].
3. ↑  劉于翔. . 中時電子報. 2017-02-24  [2018-03-24]. （原始内容存档于2018-03-24）.
4. ↑  .   [2018-03-24]. （原始内容存档于2020-02-23）.
5. ↑  林良昇. . 自由時報.   [2020-10-16]. （原始内容存档于2021-03-20）.
6. ↑  陳品丞. . 遠見雜誌. 2016-09-22  [2018-03-24]. （原始内容存档于2019-06-05）.
7. ↑  婉昀. . 女人迷. 2017-04-12  [2018-03-24]. （原始内容存档于2021-01-15）.
8. ↑  .   [2018-03-24]. （原始内容存档于2019-08-08）.
9. 1 2  方炳超 陳耀宗. . 風傳媒.   [2017-02-21]. （原始内容存档于2019-08-08）.
10. ↑  周思宇. . 風傳媒.   [2018-01-20]. （原始内容存档于2019-10-23）.
11. ↑  林瑋豐. . 風傳媒.   [2018-11-25]. （原始内容存档于2019-05-12）.
12. ↑  周煊惠. . 新頭殼.   [2018-12-07]. （原始内容存档于2020-12-04）.
13. ↑  . 蘋果日報. 2020-08-07  [2020-08-13]. （原始内容存档于2021-06-30）.
14. ↑  劉建邦. 方沛清 , 编. . 中央通訊社. 2020-08-05  [2020-08-13]. （原始内容存档于2021-01-17）.
15. ↑  .   [2022-01-06]. （原始内容存档于2022-04-06）.
16. ↑  .   [2022-01-06]. （原始内容存档于2022-06-04）.
17. ↑  .   [2022-01-06]. （原始内容存档于2022-04-04）.
18. ↑  .   [2022-01-06]. （原始内容存档于2022-04-08）.
19. ↑  .   [2022-01-06]. （原始内容存档于2022-04-07）.
20. ↑  .   [2022-01-06]. （原始内容存档于2022-04-12）.
21. ↑  .   [2021-10-26]. （原始内容存档于2021-10-26）.
22. ↑  .   [2021-10-26]. （原始内容存档于2021-10-28）.
23. ↑  .   [2021-10-26]. （原始内容存档于2021-10-28）.
24. ↑  .   [2021-10-26]. （原始内容存档于2021-10-28）.
25. ↑  .   [2021-10-26]. （原始内容存档于2021-10-26）.
26. ↑  .   [2021-10-26]. （原始内容存档于2021-10-27）.
27. ↑  .   [2021-10-26]. （原始内容存档于2021-10-26）.
28. ↑  .   [2021-10-26]. （原始内容存档于2021-10-28）.
29. ↑  .   [2021-10-26]. （原始内容存档于2021-10-28）.
30. ↑  .   [2021-10-26]. （原始内容存档于2021-10-28）.
31. ↑  劉建邦. . 中央社.   [2018-12-07]. （原始内容存档于2019-10-23）.
32. ↑  郭安家. . 自由時報.   [2019-03-05]. （原始内容存档于2019-10-23）.
33. ↑  郭安家. . 自由時報.   [2019-01-07]. （原始内容存档于2019-10-23）.
34. ↑  楊正海. . 聯合新聞網.   [2019-05-22]. （原始内容存档于2019-10-23）.
35. ↑  中央社. . 聯合新聞網.   [2019-06-20]. （原始内容存档于2019-10-23）.
36. ↑  黃順祥. . 新頭殼.   [2019-10-15]. （原始内容存档于2020-12-04）.
37. ↑  . ettoday. 2019-09-24  [2019-09-24]. （原始内容存档于2019-10-23）.
38. ↑  郭安家. . 自由時報.   [2019-04-18]. （原始内容存档于2019-10-23）.
39. ↑  劉建邦. . 中央社.   [2019-03-14]. （原始内容存档于2019-10-23）.
40. ↑  畢翔. . 上報.   [2019-04-08]. （原始内容存档于2020-09-25）.
41. ↑  楊亞璇. . ETtoday. 2019-06-06  [2019-06-06]. （原始内容存档于2019-10-23）.
42. ↑  蔡思培. . 自由時報.   [2019-05-13]. （原始内容存档于2019-10-23）.
43. ↑  綜合報導. . 自由時報.   [2019-08-01]. （原始内容存档于2019-08-01）.
44. ↑  楊亞璇. . ETtoday.   [2019-09-04]. （原始内容存档于2019-10-23）.
45. ↑  劉建邦. . 中央社.   [2019-09-23]. （原始内容存档于2019-10-23）.
46. ↑  陳思豪; 郭美瑜. . 蘋果日報.   [2020-11-03]. （原始内容存档于2021-07-04）.
47. ↑  劉修銘. . 鏡週刊.   [2020-11-03]. （原始内容存档于2020-11-16）.
48. ↑  劉修銘. . 鏡週刊.   [2020-11-03]. （原始内容存档于2020-11-03）.
49. 1 2  .   [2021-10-26]. （原始内容存档于2021-10-27）.
50. ↑  劉修銘. . 民視新聞網.   [2020-11-03].
51. ↑  胡瑞玲. . 聯合報.   [2020-11-16]. （原始内容存档于2021-01-14）.
52. ↑  劉建邦. . 中央社.   [2020-11-27]. （原始内容存档于2021-01-25）.
53. ↑  周煊惠. . 新頭殻.   [2020-11-27]. （原始内容存档于2021-01-18）.
54. ↑  郭安家; 蔡思培. . 自由時報.   [2020-12-07]. （原始内容存档于2020-12-08）.
55. ↑  徐乃義. . 大紀元.   [2020-05-01]. （原始内容存档于2020-10-19）.
56. ↑  林媛玲. . 蘋果新聞網.   [2020-11-03]. （原始内容存档于2021-01-28）.
57. ↑  吳書緯. . 自由時報.   [2021-01-06]. （原始内容存档于2021-01-07）.
58. ↑  陳佩君. . 新頭殻.   [2021-01-15]. （原始内容存档于2021-01-26）.
59. ↑  .   [2023-07-24]. （原始内容存档于2023-07-24）.
60. ↑  .   [2021-06-03]. （原始内容存档于2021-06-22）.
61. ↑  吳欣紜. . 中央社.   [2021-06-02]. （原始内容存档于2021-06-03）.
62. ↑  吳欣紜. . 中央社.   [2021-06-02]. （原始内容存档于2021-06-03）.
63. ↑  .   [2021-06-03]. （原始内容存档于2021-06-22）.
64. ↑  自由時報. .   [2022-07-06]. （原始内容存档于2022-07-06）.
65. ↑  .   [2023-07-23]. 原始内容存档于2023-07-23.
66. ↑  中央通訊社. . 中央社 CNA. 2024-11-29  [2024-11-29]. （原始内容存档于2025-04-17） （中文（臺灣））.
67. ↑  . Yahoo News. 2024-02-23  [2024-02-23]. （原始内容存档于2024-02-26） （中文（臺灣））.
68. ↑  . Yahoo News. 2024-02-23  [2024-02-24]. （原始内容存档于2024-02-26） （中文（臺灣））.
69. ↑  . 中華民國司法院裁判書系統. 2024-02-23. （原始内容存档于2024-11-13）. 参数|title=值左起第14位存在換行符 (帮助)
70. ↑  . Yahoo News. 2024-02-23  [2024-02-23]. （原始内容存档于2024-02-26） （中文（臺灣））.
71. ↑  . 菱傳媒. 2024-02-23  [2024-02-23]. （原始内容存档于2024-02-23）.
72. ↑  賴佩璇. . 中时新闻网. 2024-02-23  [2024-02-23]. （原始内容存档于2024-02-23）.
73. ↑  陳佩君. . 新頭殻.   [2020-12-23]. （原始内容存档于2021-01-28）.
74. ↑  . 中央選舉委員會.   [2022-09-21]. （原始内容存档于2023-03-10） （中文（繁體））.
75. ↑  . 中央選舉委員會.   [2022-12-05]. （原始内容存档于2022-11-28） （中文（繁體））.

## 外部連結
- 林穎孟 迎夢台北大安文山的Facebook專頁
- 林穎孟的Instagram帳戶
- YouTube上的林穎孟頻道
- （繁體中文） 《林穎孟 迎夢台北 人民市議會》大安。文山區市議員林穎孟 競選網站 （页面存档备份，存于）
- 臺北市議會林穎孟議員簡介 （页面存档备份，存于）